# عملية فيلز

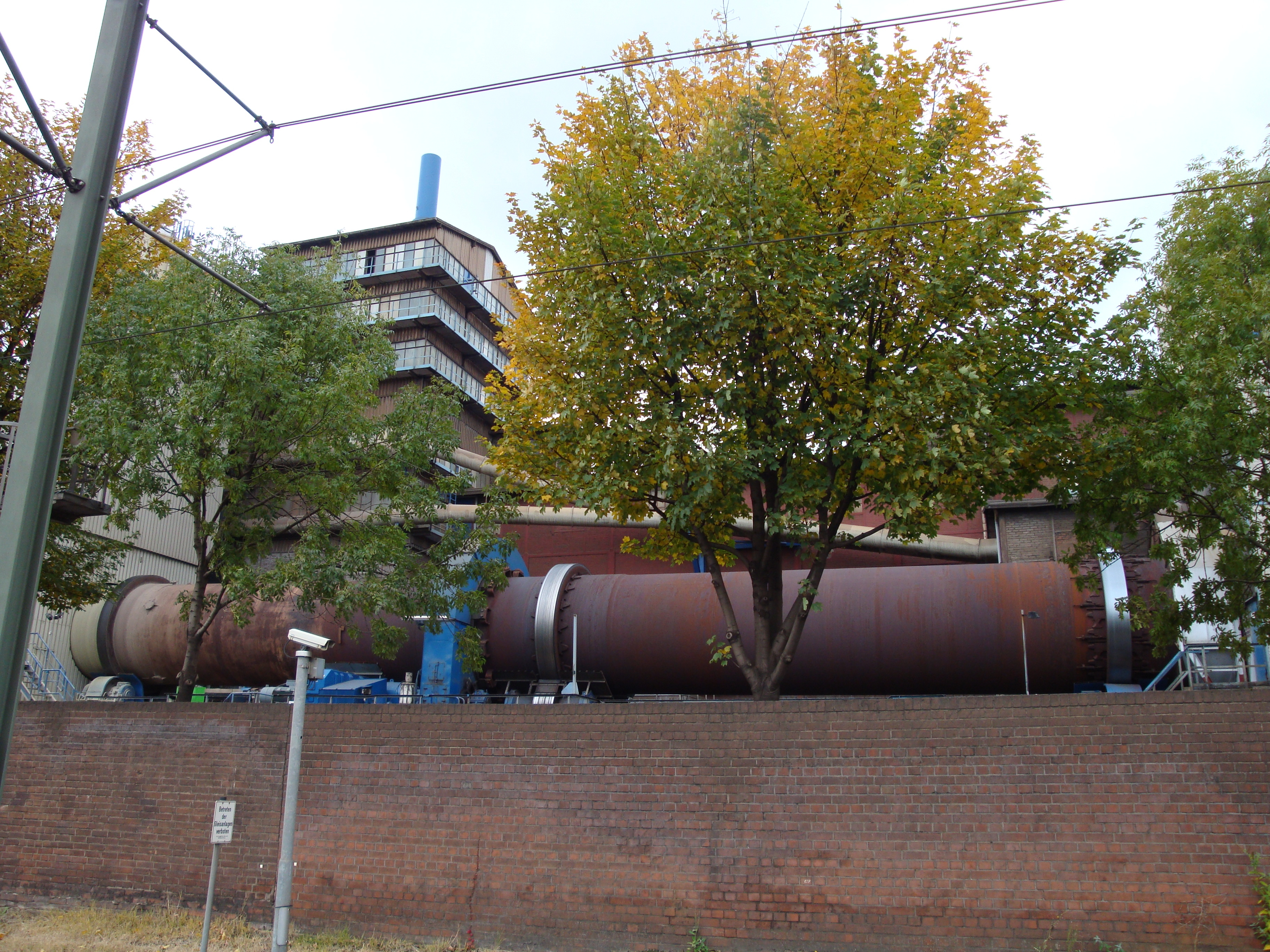
فرن لإعادة تدوير الزنك وفق عملية فيلز في مدينة دويسبورغ الألمانية

عملية فيلز هي عملية صناعية تعدينية تستخدم من أجل استعادة الزنك في عمليات إعادة تدوير الفلزات. تجرى العملية عادة في فرن دوّار عند درجات حرارة تتراوح بين 1000-1500 °س ، وتتضمن العملية اختزال مركبات الزنك إلى فلز الزنك، الذي يتبخر ويتطاير عند درجات الحرارة العاملة في الفرن، ثم ليتأكسد وينتج عنها بشكل رئيسي أكسيد الزنك، والذي يجمع عند المخرج.
يعود تاريخ تطوير هذه العملية إلى أواخر القرن التاسع عشر؛ وسميت بهذا الاسم من اللغة الألمانية من كلمة Waelzen فيلزن، والتي تشير إلى الحركة الدوارة للمواد في الفرن.